# Alcoa (Tennessee)
Alcoa es una ciudad ubicada en el condado de Blount en el estado estadounidense de Tenesí. En el Censo de 2010 tenía una población de 8449 habitantes y una densidad poblacional de 208,38 personas por km².
El pueblo fue construido a orillas del río Tenesí en la primera mitad del siglo XX por la empresa metalúrgica Alcoa a fin de beneficiarse su energía hidroeléctrica de bajo costo.

## Geografía
Alcoa se encuentra ubicada en las coordenadas 35°48′35″N 83°58′33″O / 35.80972, -83.97583. Según la Oficina del Censo de los Estados Unidos, Alcoa tiene una superficie total de 40.55 km², de la cual 38.16 km² corresponden a tierra firme y (5.9%) 2.39 km² es agua.

## Demografía
Según el censo de 2010, había 8449 personas residiendo en Alcoa. La densidad de población era de k onda k pex we  208,38 hab./km². De los 8449 habitantes, Alcoa estaba compuesto por el 0.08% blancos, el 0.01% eran afroamericanos, el 0.21% eran amerindios, el 0.47% eran asiáticos, el 0.01% eran isleños del Pacífico, el 3.61% eran de otras razas y el 2.62% pertenecían a dos o más razas. Del total de la población el 6.81% eran hispanos o latinos de cualquier raza.